# Universidad Drury
La Universidad Drury, (en inglés: Drury University) anteriormente Drury College y originalmente Springfield College, es una universidad privada de artes liberales en Springfield, Misuri. La universidad inscribe a unos 1.700 estudiantes de pregrado y posgrado en seis programas de maestría y 1.279 estudiantes en la Facultad de Estudios Profesionales Continuos. En 2013, el equipo de baloncesto masculino Drury Panthers ganó el campeonato de baloncesto masculino de la División II de la NCAA. Los Panthers masculino y femenino de Drury han acumulado 22 Campeonatos Nacionales de la División II de la NCAA entre ellos, además de numerosos títulos NAIA antes de pasar a la NCAA.

## Historia
Drury fue fundada como Springfield College en 1873 por misioneros de la iglesia congregacionalista en el molde de otras universidades congregacionalistas como Dartmouth College y la Universidad Yale. El reverendo Nathan Morrison, Samuel Drury y James y Charles Harwood proporcionaron la dotación y organización inicial de la escuela; El regalo de Samuel Drury fue el más grande del grupo y pronto se cambió el nombre de la escuela en honor al hijo de Drury recientemente fallecido. El plan de estudios inicial enfatizaba las fortalezas educativas, religiosas y musicales. Los estudiantes llegaron a la nueva universidad de un área amplia, incluidos los territorios indios de Oklahoma. La primera clase que se graduó incluía a cuatro mujeres. Cuando comenzaron las clases en 1873, se llevaron a cabo en un solo edificio en un campus que ocupaba menos de 1 1⁄2 acres (0,61 ha). Veinticinco años después, el campus de 40 acres (16,2 ha) incluía Stone Chapel, la Casa del Presidente y tres edificios académicos. Hoy, la universidad ocupa un campus de 115 acres (46,5 ha), incluidos los edificios históricos originales. El 28 de abril de 1960, Drury College fue el escenario de un episodio de The Ford Show de NBC, protagonizado por Tennessee Ernie Ford. Tennessee Ernie Ford cantó su marca registrada "Sixteen Tons" y el himno "Take My Hand, Precious Lord".
Drury College se convirtió en Drury University el 1 de enero de 2000.
El presidente actual es J. Timothy Cloyd, expresidente de Hendrix College en Conway, Arkansas . El Dr. Cloyd fue elegido para servir como el decimoctavo presidente de la Universidad de Drury en 2016. 

### Afiliaciones religiosas
Drury, como Dartmouth y Yale, fue fundada por misioneros congregacionalistas y, como estas escuelas, ya no es una institución religiosa. Permanece afiliada a la iglesia Congregacionalista y su sucesora, la Iglesia Unida de Cristo. También ha estado afiliado a la Iglesia Cristiana (Discípulos de Cristo) desde la fundación de la Escuela de Religión Drury en 1909.

## Programas académicos
Drury es una universidad de investigación de pregrado y posgrado de tamaño medio, acreditada por la Comisión de Estudios Superiores. La universidad ofrece 54 especializaciones de pregrado y varios títulos profesionales a través de la Escuela de Arquitectura Hammons, la Escuela de Administración de Empresas Breech y la Escuela de Educación y Desarrollo Infantil.

### Premios
Drury ha estado en o cerca de la cima de la lista de "Grandes escuelas a excelentes precios" de U.S. News & World Report para el Medio Oeste desde 1999, incluidos cinco años en el puesto número 1. Ocupó el puesto número 8 en las mejores universidades regionales (medio oeste) de U.S. News & World Report para 2014. Se ha incluido en la Guía de universidades ecológicas de Princeton Review desde 2010. Otros reconocimientos incluyen una mención de honor a la mejor escuela de artes liberales de la nación. por la revista Time, uno de los principales productores de becarios Fulbright en 2011 según el Instituto de Educación Internacional, y está clasificada como una de las 13 "Instituciones de excelencia" por el Centro de políticas en el primer año de universidad.

### Vivienda
Drury es una universidad residencial. Los estudiantes de la escuela diurna de tiempo completo viven en el campus hasta que tienen una edad mínima de 21 años al comienzo de un año académico, a menos que cumplan con los criterios específicos para estar exentos de la política de vivienda.
Los estudiantes de primer año viven en una de las tres residencias universitarias: Smith, Wallace y Sunderland halls. Los pasillos Smith y Wallace son habitaciones dobles tipo suite, donde cuatro estudiantes comparten un baño. Sunderland Hall tiene habitaciones de uso individual estilo suite, con cuatro estudiantes y dos baños en una suite. Los estudiantes de primer año en Sunderland Hall viven en Living Learning Communities (LLC). Cada LLC está compuesta por 16 a 20 estudiantes interesados en un tema común, interactuando juntos y con la facultad y el personal a través de una clase compartida, CORE 101.
Los estudiantes de último año pueden optar por vivir en apartamentos, casas, casas de fraternidad de propiedad de la universidad o en Summit Park Leadership Community (una LLC para estudiantes de último año). La mayoría de los apartamentos del campus tienen 4 habitaciones individuales y están completamente amueblados. Hay un número limitado de estudios, apartamentos de 1, 2 y 3 dormitorios, tanto amueblados como sin amueblar. Los residentes de Summit Park (generalmente estudiantes de segundo año) en grupos de 4 u 8 forman una asociación de un año con una agencia comunitaria local y se comprometen a 15 horas de servicio comunitario por semestre.
Las comodidades para las residencias estudiantiles y las casas de fraternidad incluyen mobiliario, mini refrigerador/microondas, Internet inalámbrico y de red, servicio de televisión por cable básico ampliado, instalaciones de lavandería comunitarias sin cargo adicional y todos los servicios públicos, incluida la basura y el reciclaje mixto.
Los apartamentos del campus incluyen un servicio de televisión por cable básico ampliado, acceso a Internet y todos los servicios públicos, incluida la basura y el reciclaje mixto. Los muebles, las instalaciones de lavandería y los electrodomésticos de cocina variarán según la ubicación.
Todos los residentes pueden asistir a los eventos de Residence Life Association (RLA) sin cargo adicional, así como a los programas organizados por asistentes de residentes o asistentes comunitarios.

### Estudiar en el extranjero
El programa de estudios en el extranjero de Drury es una parte integral de la experiencia universitaria. Casi la mitad del alumnado estudia en el extranjero en algún momento en programas a corto plazo, semestrales o anuales. El aprendizaje en el extranjero es un requisito para la mayoría de los estudiantes con especialización en las escuelas de Negocios y Arquitectura.
Drury también mantuvo un campus satélite en Egina, Grecia, que albergaba varios de los cursos más distintivos de la universidad. Está previsto que el centro cierre en mayo de 2021.

## Atletismo
Los equipos atléticos interuniversitarios de la División II de la NCAA de Drury compiten en baloncesto masculino y femenino, cross country masculino y femenino, atletismo masculino y femenino, golf masculino y femenino, fútbol masculino y femenino, natación masculina y femenina, tenis masculino y femenino, béisbol masculino, lucha libre masculina, softbol femenino, voleibol femenino, bolos masculinos y bolos femeninos, triatlón femenino y pronto triatlón masculino.
La escuela fue miembro fundador de la Heartland Conference. En el otoño de 2005, Drury Panthers se unió a la Conferencia del Valle de los Grandes Lagos.

## Fraternidades y hermandades
| Hermandades - Delta Delta Delta - Delta Kappa - Pi Beta Phi - Zeta Tau Alfa | Fraternidades - Sigma Nu - Kappa Alpha Order - Sigma Pi - Lambda Chi Alpha |  |